# Spezzano della Sila
Spezzano della Sila es un municipio italiano situado en la provincia de Cosenza, en Calabria. Tiene una población estimada, a fines de agosto de 2023, de 4218 habitantes.

## Evolución demográfica
| Gráfica de evolución demográfica de Spezzano della Sila entre 1861 y 2023 |
|                                                                           |
| Fuente: ISTAT - Elaboración gráfica por parte de Wikipedia                |